# Eszkobárika
Az eszkobária (Escobaria minima) a kaktuszfélék (Cactaceae) családjába és a kaktuszformák (Cactoideae) alcsaládjába tartozó Escobaria nemzetség egyik faja. A Magyar Kaktuszgyűjtők Országos Egyesületében 2009 áprilisában a hónap kaktusza volt.

## Korábbi tudományos nevei
- Coryphantha minima (Baird, 1931),
- Coryphantha nellieae (Croizat, 1934),
- Mammillaria nellieae (Croizat) Croizat, 1934
- Escobaria nellieae (Croizat) Backeberg 1961

## Elterjedése
Természetes élőhelye rendkívül kicsi: mindössze három természetes populációja ismert – egymáshoz közel, Texas nyugati részén, Brewster megye Marathon városától kb. 6 km-re délre, a Chihuahua-sivatag vegetációjában, a tengerszint felett 1200–1350 m-rel.

## Megjelenése, felépítése
Magányos, ritkábban kissé sarjadó, apró termetű, gömb, tojásdad vagy hengeres kaktusz. Világoszöld szára 1,2–5 cm magasra, 1–2 cm átmérőre nőhet meg. 8–14 ferdén lefutó bordája szemölcsökre tagolt. A szemölcsök közel henger alakúak, alapjuknál 1,5–2,25 mm szélesek, 3 mm-nél nem magasabbak. A kör alakú, 1 mm átmérőjű areolák egymástól többnyire 3–4,5 mm-re állnak; kezdetben kissé gyapjasak, majd egyre jobban lekopnak.
Areolánként 20–25 sűrűn, széttartóan álló, 3–8 mm hosszú tövise nő; a hagyományos értelemben vett középtövise nincs. A tövisek 2–3 szabálytalan spirál alakban fejlődnek, enyhén a szár felé görbülve. A felső sor tövisei hosszabbak és vastagabbak, a két belső kör tövisei kisebbek. A három legnagyobb tövis 4,5–8 mm hosszú, a tövénél gumós, majd 0,5 mm vastag henger alakú, jellegzetes csúccsal hirtelen kúposodó. A kezdetben halvány rózsaszínű, később szürkés, enyhén sárgás vagy fehér tövisek eleinte teljesen elfedik a növényt.
Tölcsér alakú, mintegy 2 cm átmérőjű virágai a tenyészcsúcs közepéből nőnek. A  külső lepellevelek közepén zöldes sáv húzódik, széleik kissé pirosas-bíborosak. Közülük a legnagyobb keskeny, lekerekített kanál alakú, majd lándzsásan kihegyesedik. Hajas szőrök vagy keskeny kinövések szegélyezik. Belső lepelleveleinek színe a fényes rózsaszíntől a pirosasbíborig változó. Lándzsahegy alakúak, a szélük ép, a végük kihegyesedik. Közülük a legnagyobb 8–12 mm hosszú, 2–3 mm széles. A tömegesen növő porzószálak világos zöldessárgák, kb. 4,5 mm hosszúak, igen karcsúk. A portok élénksárga, apró, kb. 0,5 mm átmérőjű. A porzók fölé emelkedő, zöldes bibeszál kb. 7,5 mm hosszú és 0,5 mm vastag, az ötágú, ugyancsak zöld bibe kb. 1 mm hosszú. A szintén zöld, gömb alakú termés átmérője 5 mm; ha beérett, megszárad és szétesik. Magja fekete.
Termései dekoratív, élénkpiros színűek.

## Életmódja
Sarjairól vegetatívan jól szaporítható. Nem önporzó.
Az eddig megtalált példányok többsége kemény, finomszemcsés, sok kvarcot tartalmazó sziklák repedéseiben él, de találtak mészkövön is. A tűző napon nőnek, gyakran társulnak csipkeharaszttal.